# АТ2

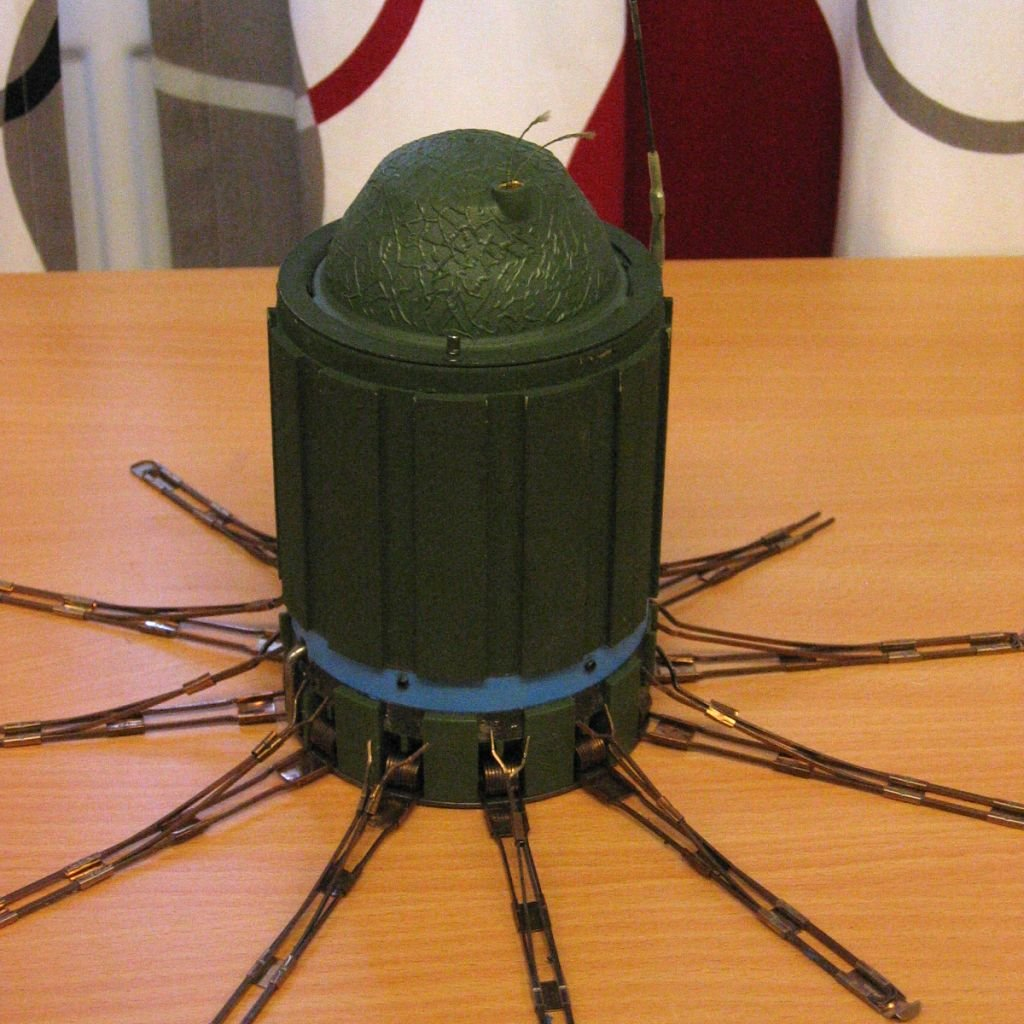
Противотанковая мина АТ-2. (Муляж)

Мина AT2 - это противотанковая мина, разработанная немецкой компанией Dynamit Nobel. Может быть разбросана по полю боя артиллерийскими снарядами или системами минирования. Состоит на вооружении вооружённых сил Великобритании, Германии и Норвегии. Мины AT2 также были переданы Украине Германией.

## Описание
Мина имеет цилиндрическую форму с полусферической верхней крышкой и плоским дном. Тонкий провод, похожий на антенну, тянется от верхней части мины и является контактным взрывателем S3 "scratch wire". Пять или более подпружиненных металлических опор (в зависимости от модели) раскладываются вокруг основания мины, чтобы установить её вертикально. Кроме того, мина снабжена небольшим пластиковым парашютом для безопасного спуска при минировании.
Мина срабатывает, когда проволочный взрыватель протаскивается по днищу транспортного средства или когда он сминается давлением. Кроме того, мина оснащена взрывателем с магнитным воздействием. В мине используется заряд с эффектом Мисзнай-Шардина для пробития днища бронированной техники. Мина самоуничтожается по истечении одного из шести выбираемых периодов, максимум до четырех дней. Сообщается, что механизм самоуничтожения надёжен на 99%.Если механизм самоуничтожения выйдет из строя, батарея, питающая взрыватель, выйдет из строя через короткий промежуток времени. Мина дополнительно оснащена устройством защиты от несанкционированного доступа.

## Законность
После заключения Оттавского договора Италия пришла к выводу, что взрыватель мины AT2 достаточно чувствителен, чтобы его мог привести в действие человек, и уничтожила свой запас из 45 000 мин.

## Технические характеристики
- Вес: 2,22 кг
- Диаметр: 103,5 мм
- Высота:
  - Корпус мины: 128 мм
  - До верха купола: 160 мм
  - До верхней части датчика: 700 мм
- Пробивная способность: > 140 мм

## Варианты
- DM 1233 (выпущено 300 000 штук) для немецких 110-мм РСЗО LARS
- DM 1274 (к 1992 году было выпущено 640 000 штук) для минного заградителя Skorpion
- DM 1399 (выпущено 350 000 штук) для РСЗО MLRS.